# Zur Schmerzhaften Muttergottes (Unterfinning)

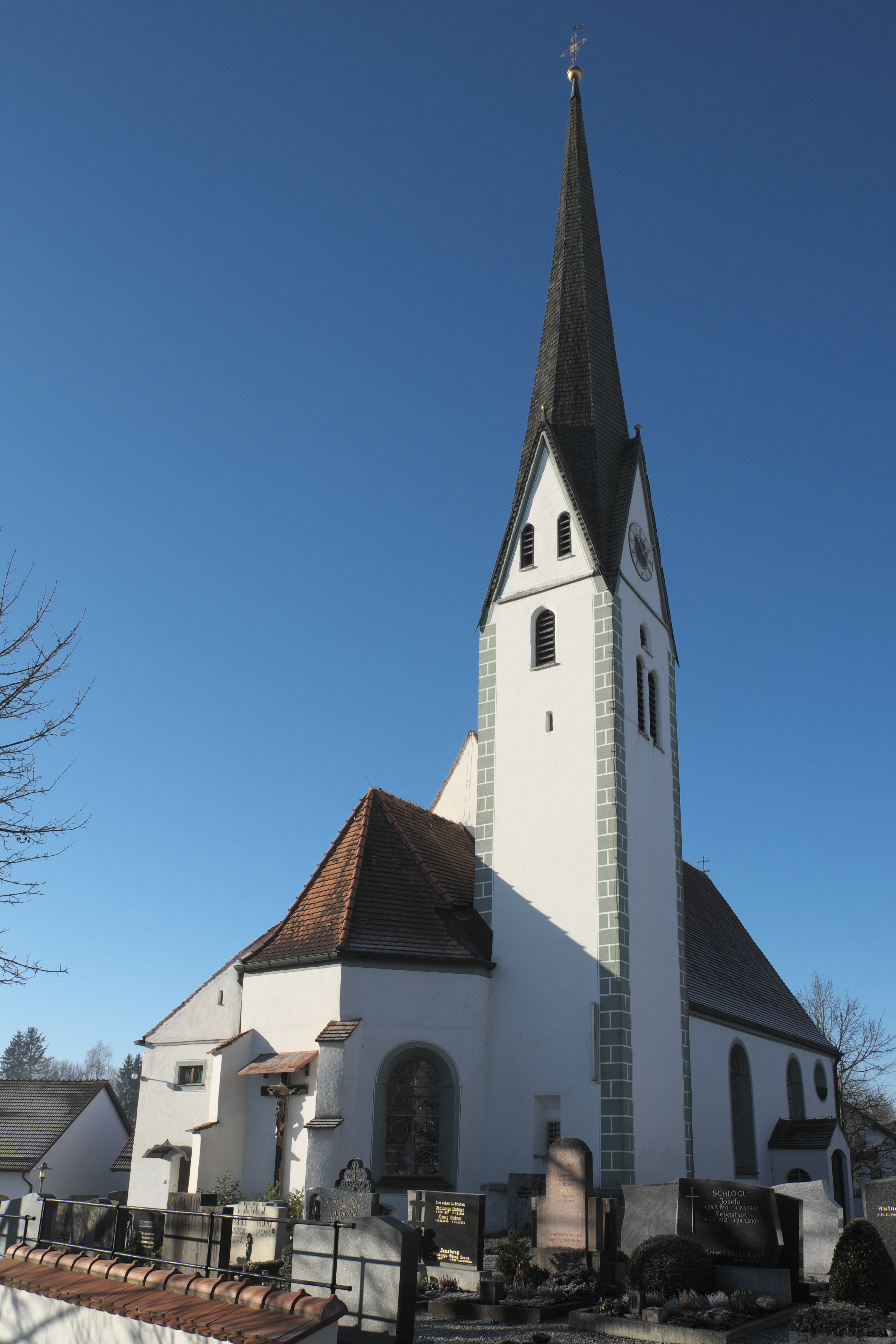
Pfarrkirche Zur Schmerzhaften Muttergottes

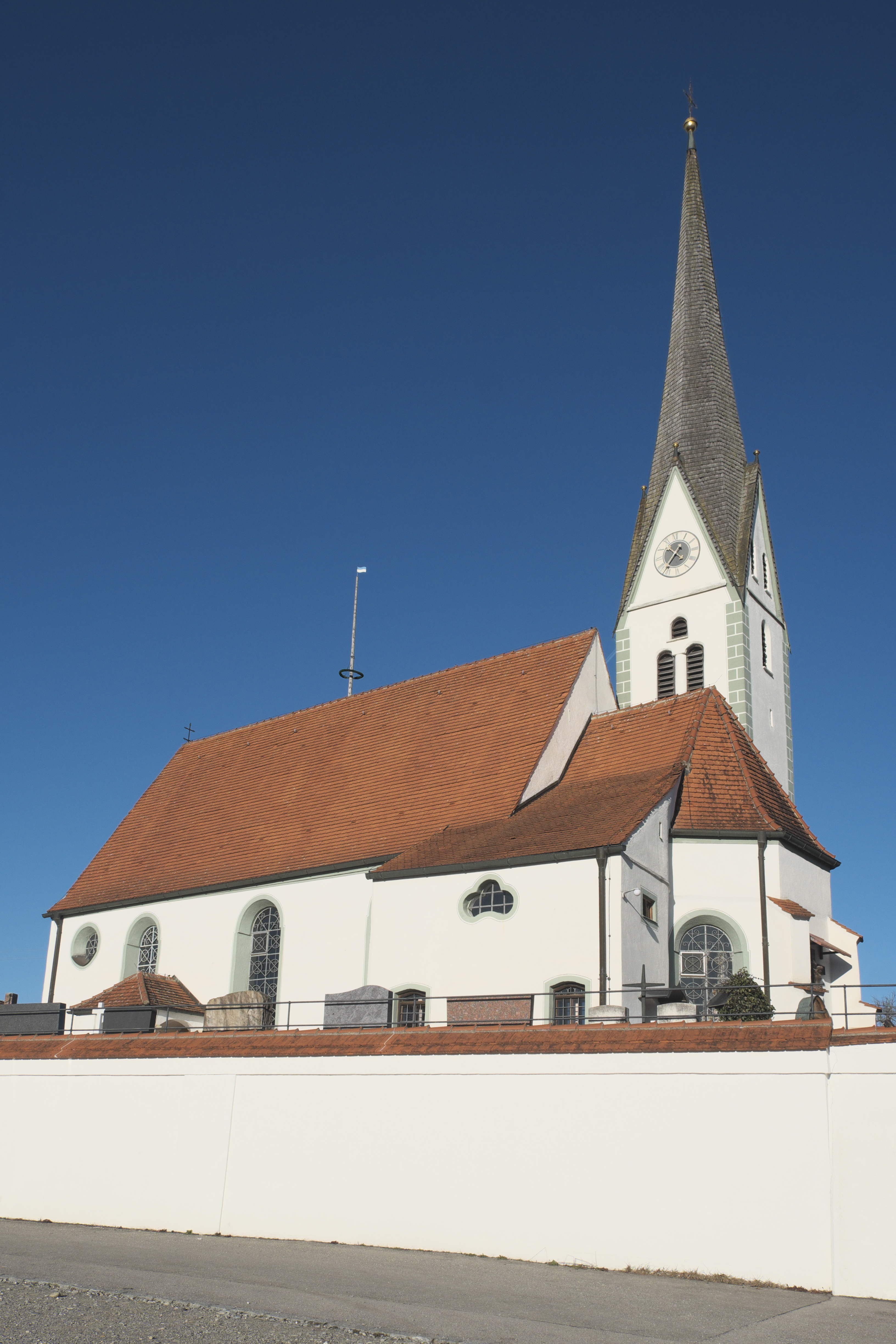
Ansicht von Südosten

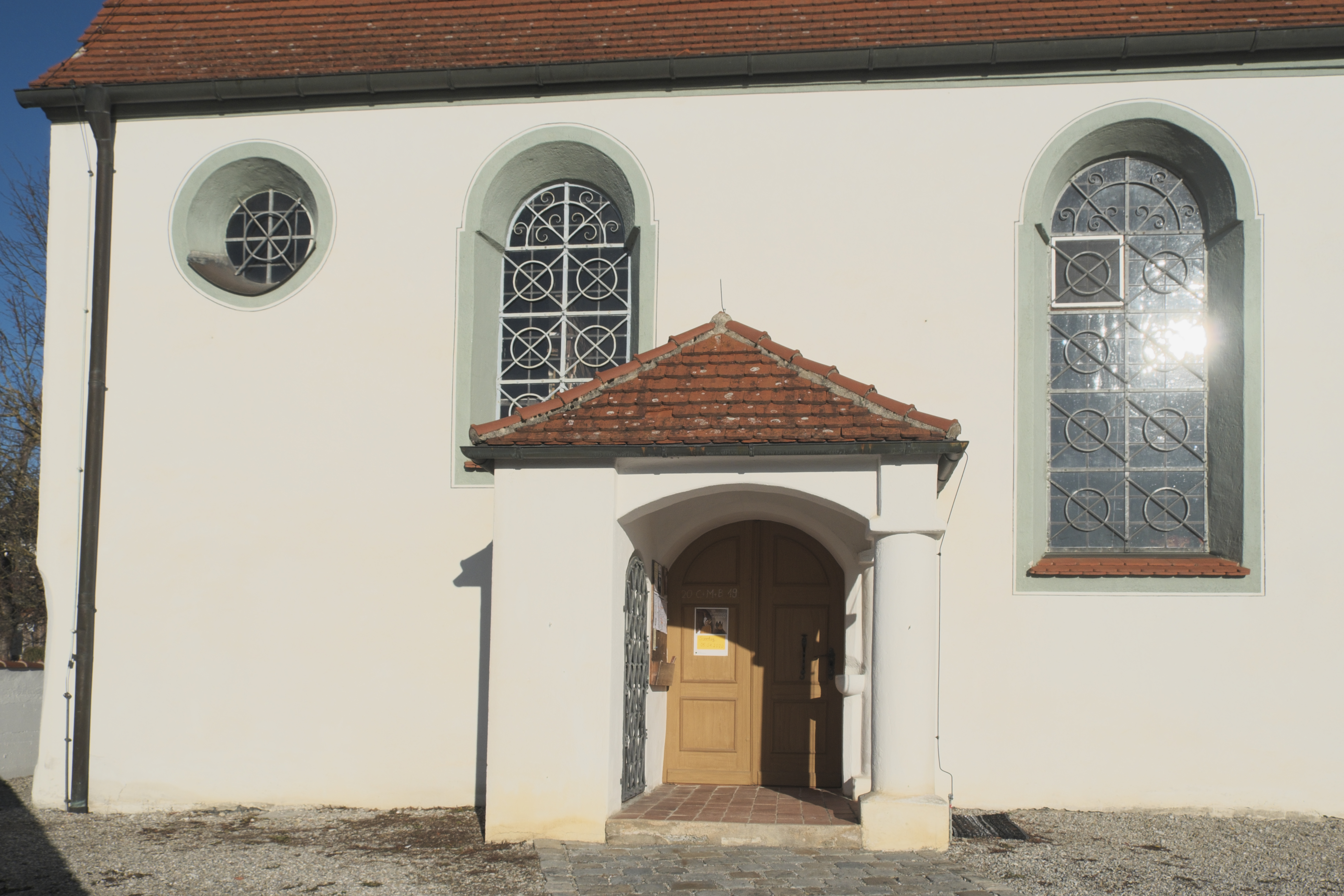
Südliches Langhaus mit Vorzeichen

Die römisch-katholische Pfarrkirche Zur Schmerzhaften Muttergottes in Unterfinning, einem Ortsteil der Gemeinde Finning im oberbayerischen Landkreis Landsberg am Lech, 
wurde an der Stelle einer oder mehrerer mittelalterlicher Vorgängerbauten ab dem 15. Jahrhundert errichtet und um 1700 vergrößert. Die Kirche, in der wertvolle Ausstattungsstücke erhalten sind, gehört zu den geschützten Baudenkmälern in Bayern.

## Geschichte
In einer Urkunde des ehemaligen Benediktinerklosters Benediktbeuern aus dem 12. Jahrhundert werden das Pfarrdorf Unterfinning und eine Kirche („ecclesia“) erstmals schriftlich erwähnt. Archäologische Funde lassen auf weitere Vorgängerbauten dieser Kirche schließen. Der Chor und der Turm wurden vermutlich in der ersten Hälfte des 15. Jahrhunderts neu errichtet, das etwas später entstandene Langhaus wurde um 1700 um eine Achse nach Westen verlängert. Bei der Innenrestaurierung im Jahr 1913 legte man spätgotische Wandmalereien im Chor frei, die allerdings wieder überdeckt wurden.
Die Pfarrei Unterfinning, die bis zur Säkularisation dem Kloster Benediktbeuern eingegliedert war, gehört heute zur Pfarreiengemeinschaft Windach im Bistum Augsburg.

## Architektur

### Außenbau
Im nördlichen Chorwinkel steht der ungegliederte Glockenturm, der mit einem hohen Spitzdach gedeckt ist und dessen Eckquader aufgemalt sind. Auf der Höhe des Glockengeschosses sind an der Nord- und Südseite gekuppelte Klangarkaden eingeschnitten. Das von einem Satteldach gedeckte Langhaus wird von eingezogenen Rundbogenfenstern, im Westen von Rundfenstern, durchbrochen. Ende des 17. Jahrhunderts wurden im südlichen Chorwinkel die zweigeschossige Sakristei, die in ihrem Obergeschoss ein Dreipassfenster aufweist, und an der Nord- und Südseite des Langhauses die beiden Vorzeichen angebaut. Der Chor, der niedriger als das Langhaus ist, wird durch abgetreppte Strebepfeiler verstärkt.

### Innenraum

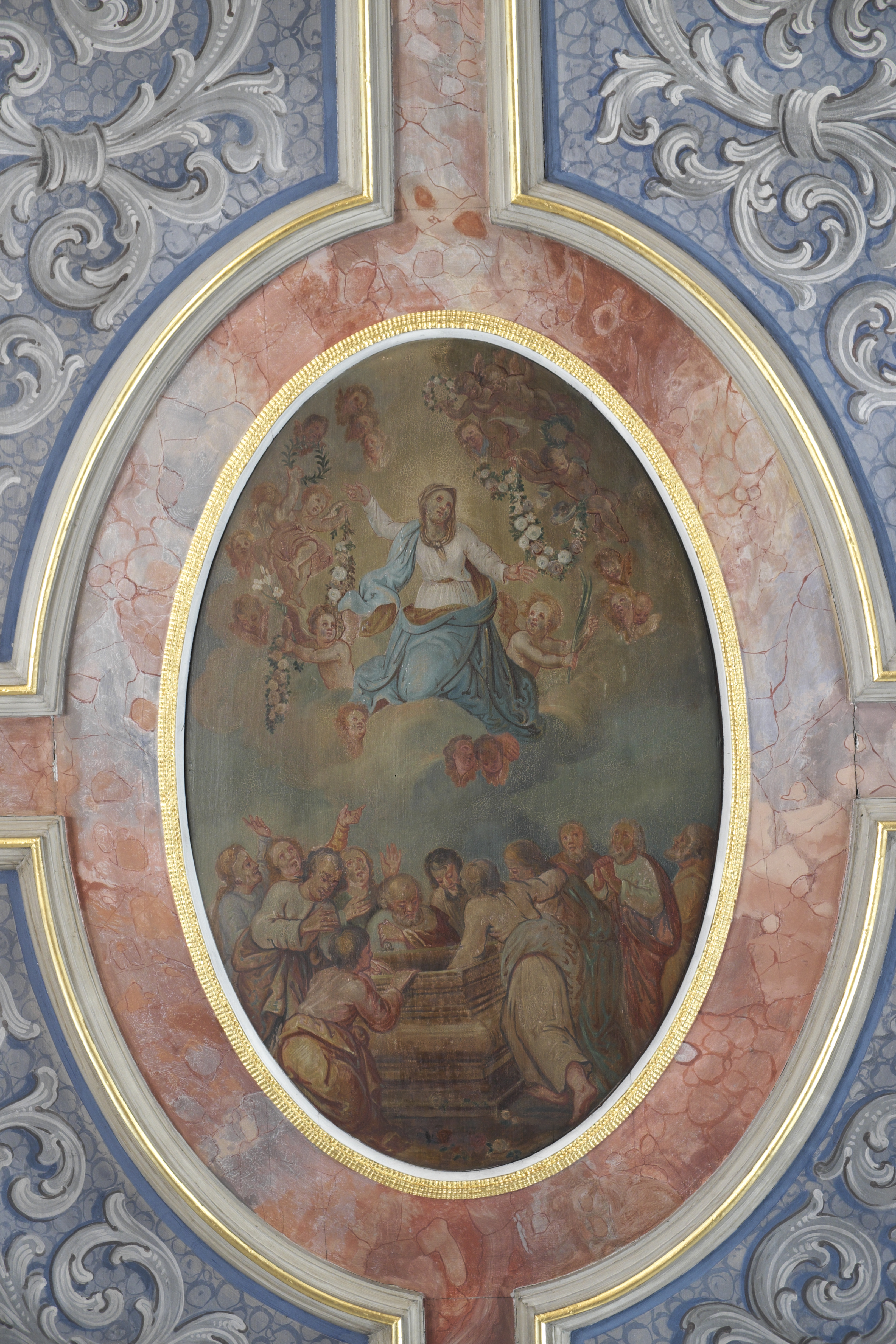
Mariä Himmelfahrt

Der Innenraum besteht aus einem einschiffigen, in vier Achsen gegliederten Langhaus und einem stark eingezogenen Chor mit Fünfachtelschluss. Der Chor wird von einer Stichkappentonne überwölbt, die 1913 mit Blattstäben und geflügelten Engelsköpfen aus Gips verziert wurde. An der Südseite des Chors schließt sich, über der Sakristei, ein kleines Oratorium an. Den westlichen Abschluss des Langhauses bildet eine von einer marmorierten Holzsäule gestützte Empore, die sich fast über zwei Joche erstreckt.

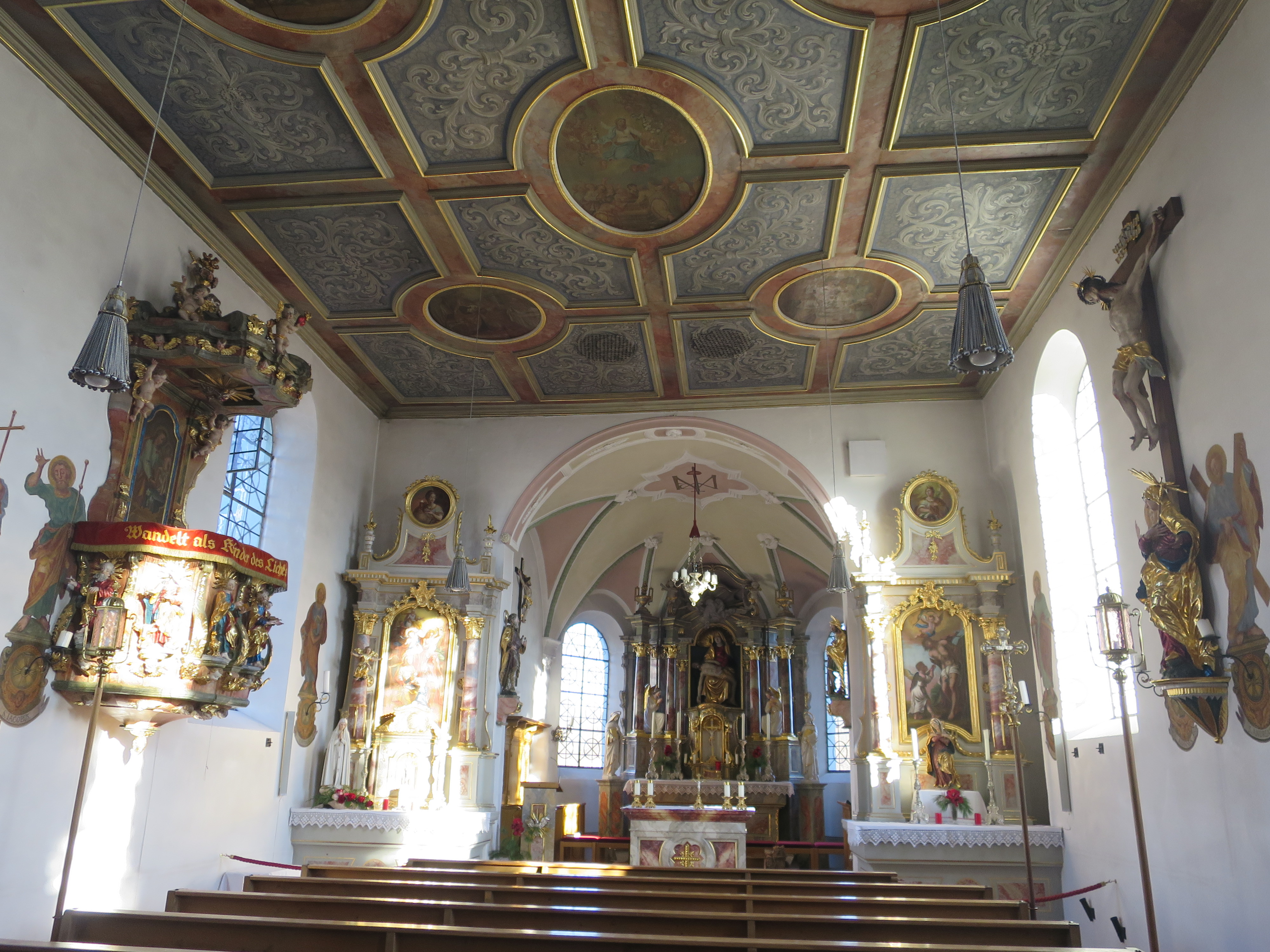
Innenraum
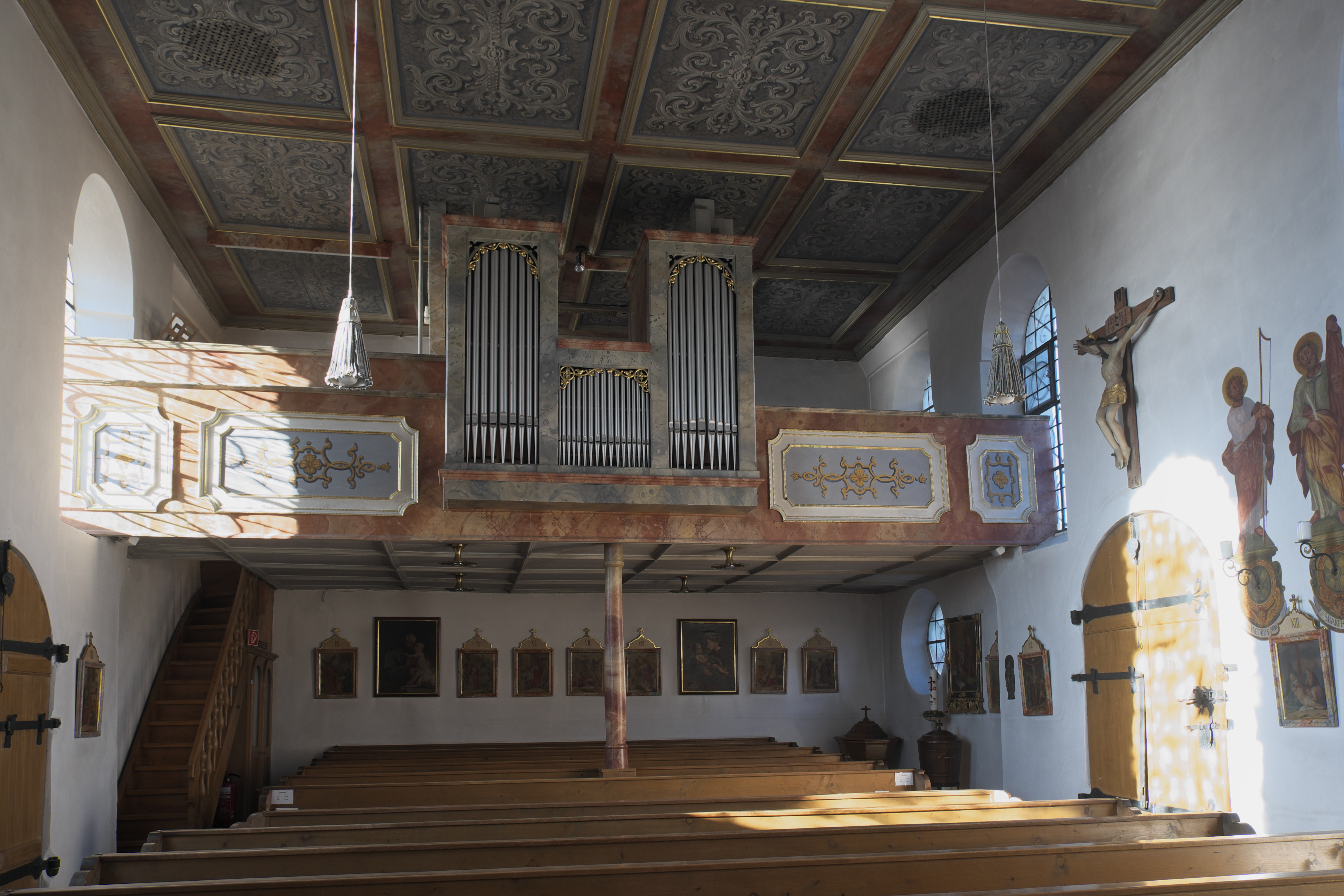
Empore

## Decke und Apostelbilder

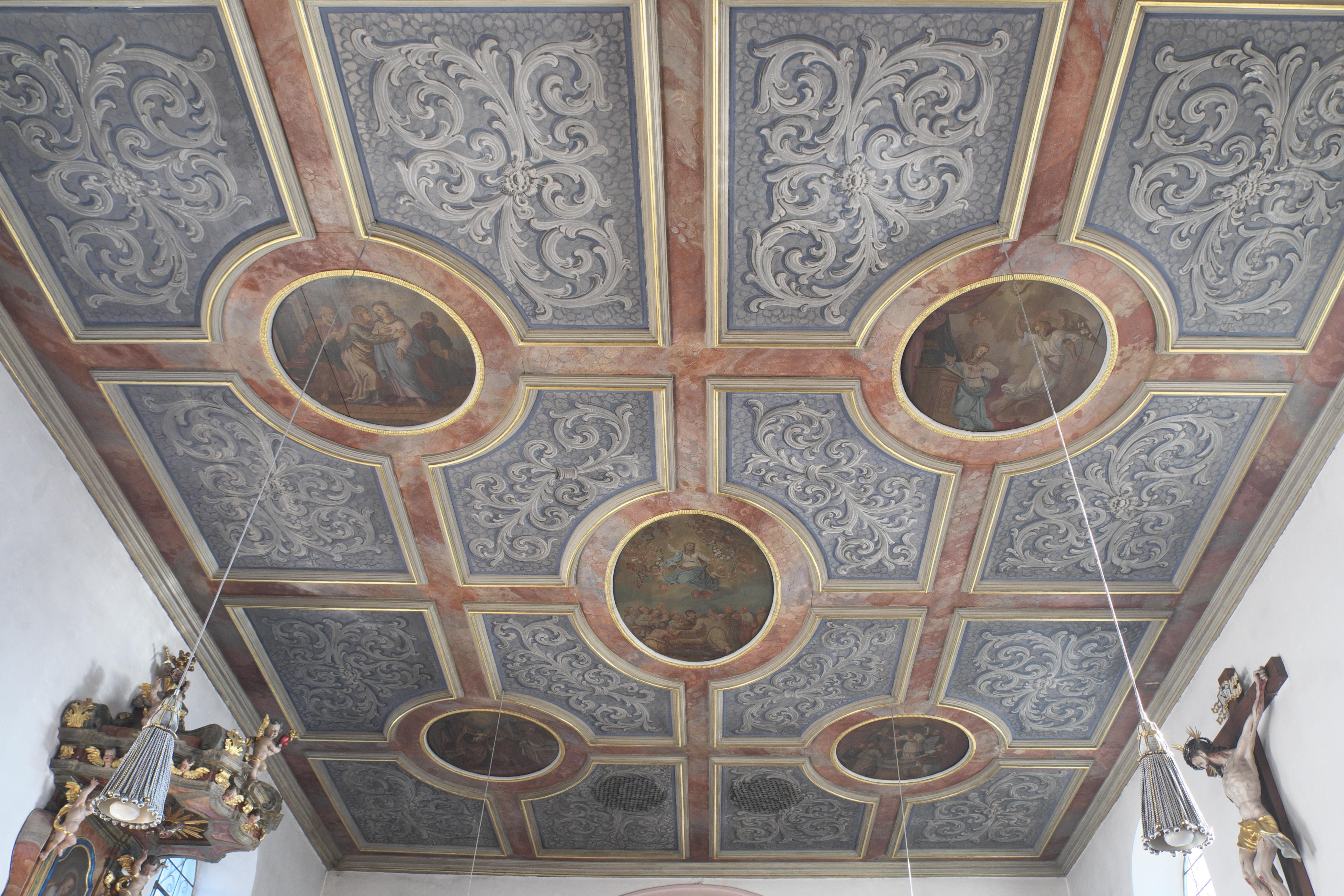
Kassettendecke

Um 1700 wurde im Langhaus, als man es nach Westen verlängerte, eine hölzerne Kassettendecke mit Blattrankenmalerei eingezogen. Auf fünf Medaillons sind Szenen aus dem Marienleben dargestellt. Das mittlere, ovale Bild ist der Himmelfahrt Mariens gewidmet, die anderen Bilder zeigen die Geburt, den Tempelgang, die Verkündigung und die Heimsuchung Mariens. Die Decke wurde 1903 weiß übertüncht und zehn Jahre später wieder freigelegt.

Die Deckenbilder wurden von einem unbekannten Maler ausgeführt, dem auch die großformatigen Apostelbilder über den gemalten Weihekreuzen an den Langhauswänden zugeschrieben werden. Auch diese Malereien wurden 1913 wieder aufgedeckt.

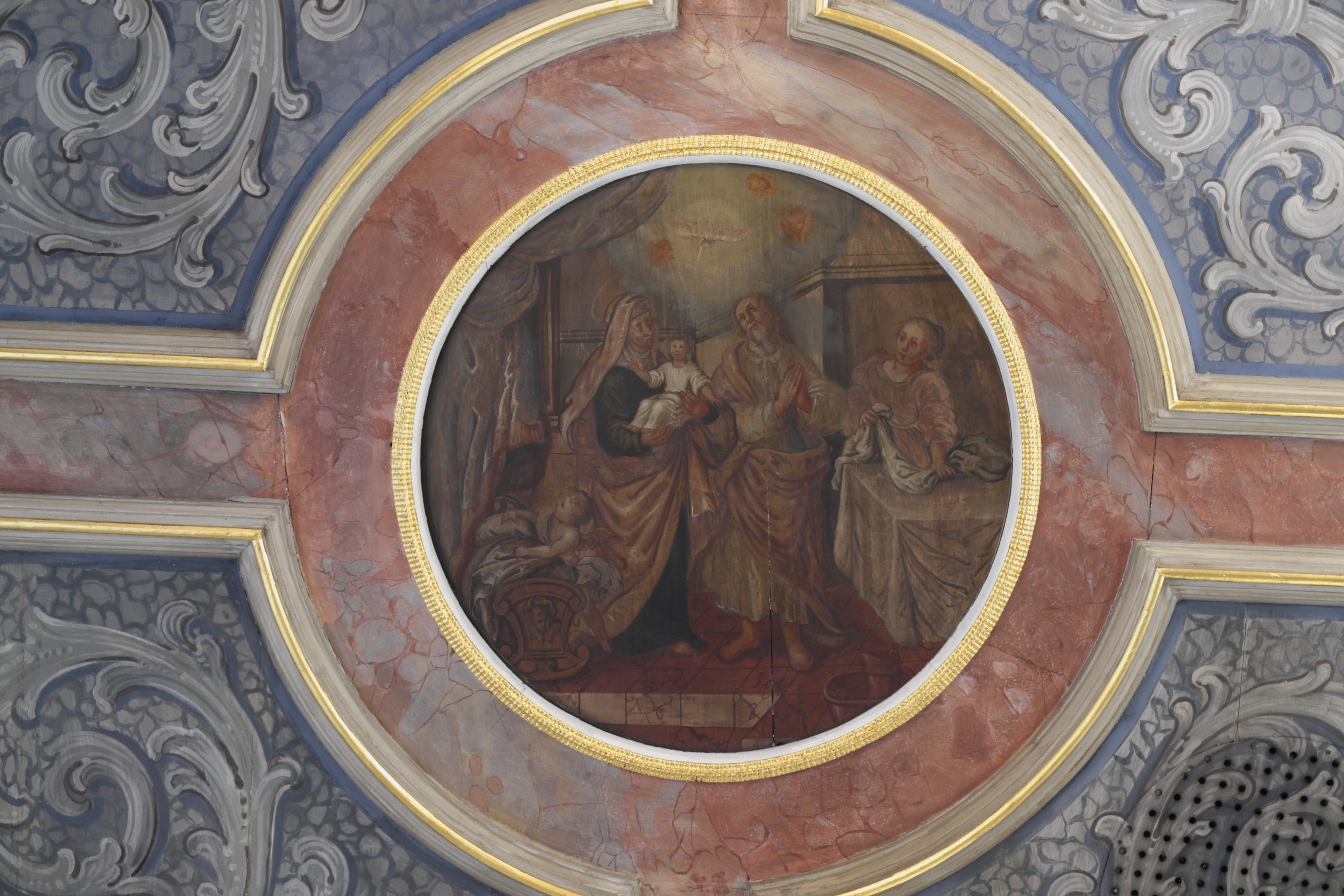
Geburt Mariens
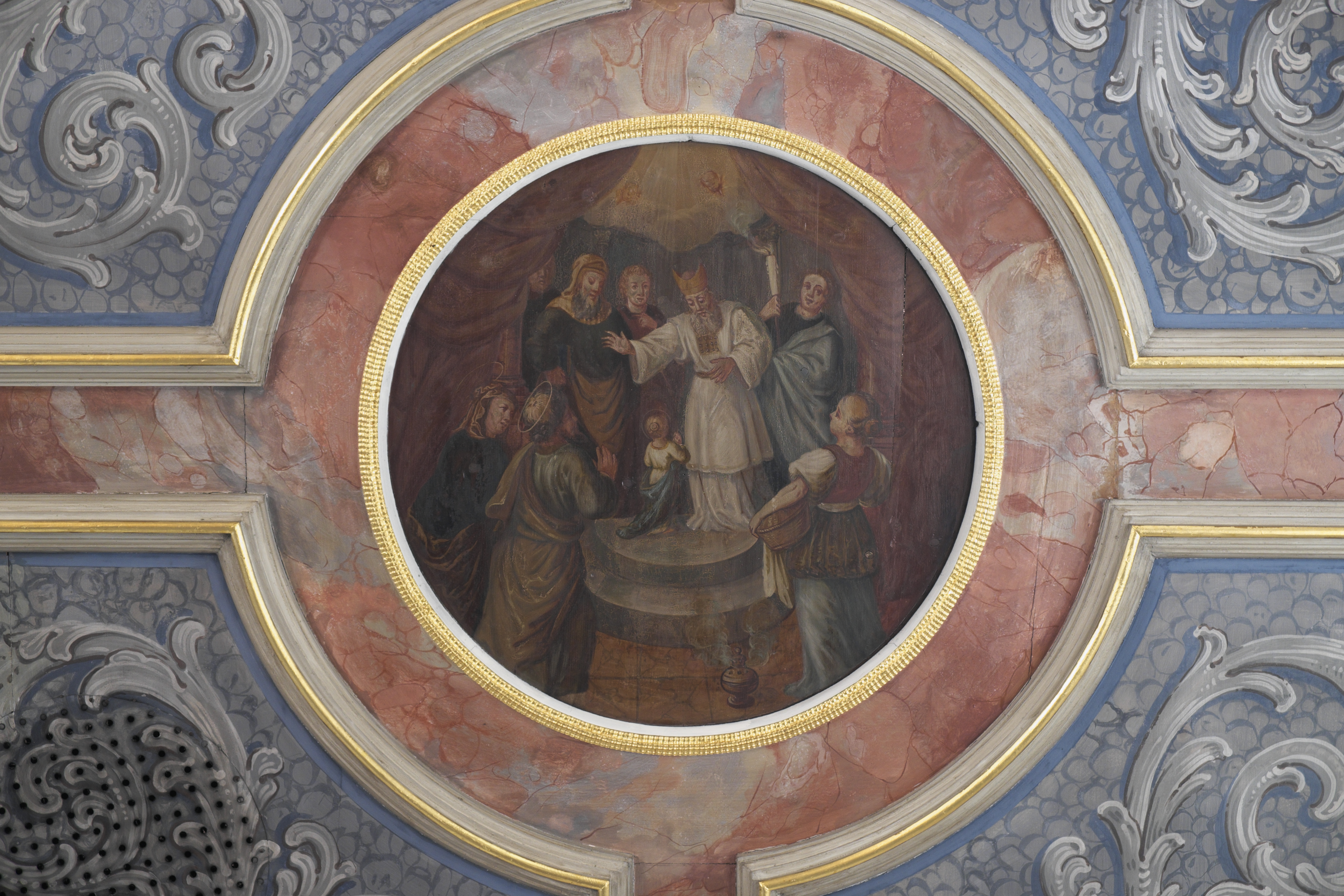
Mariä Tempelgang
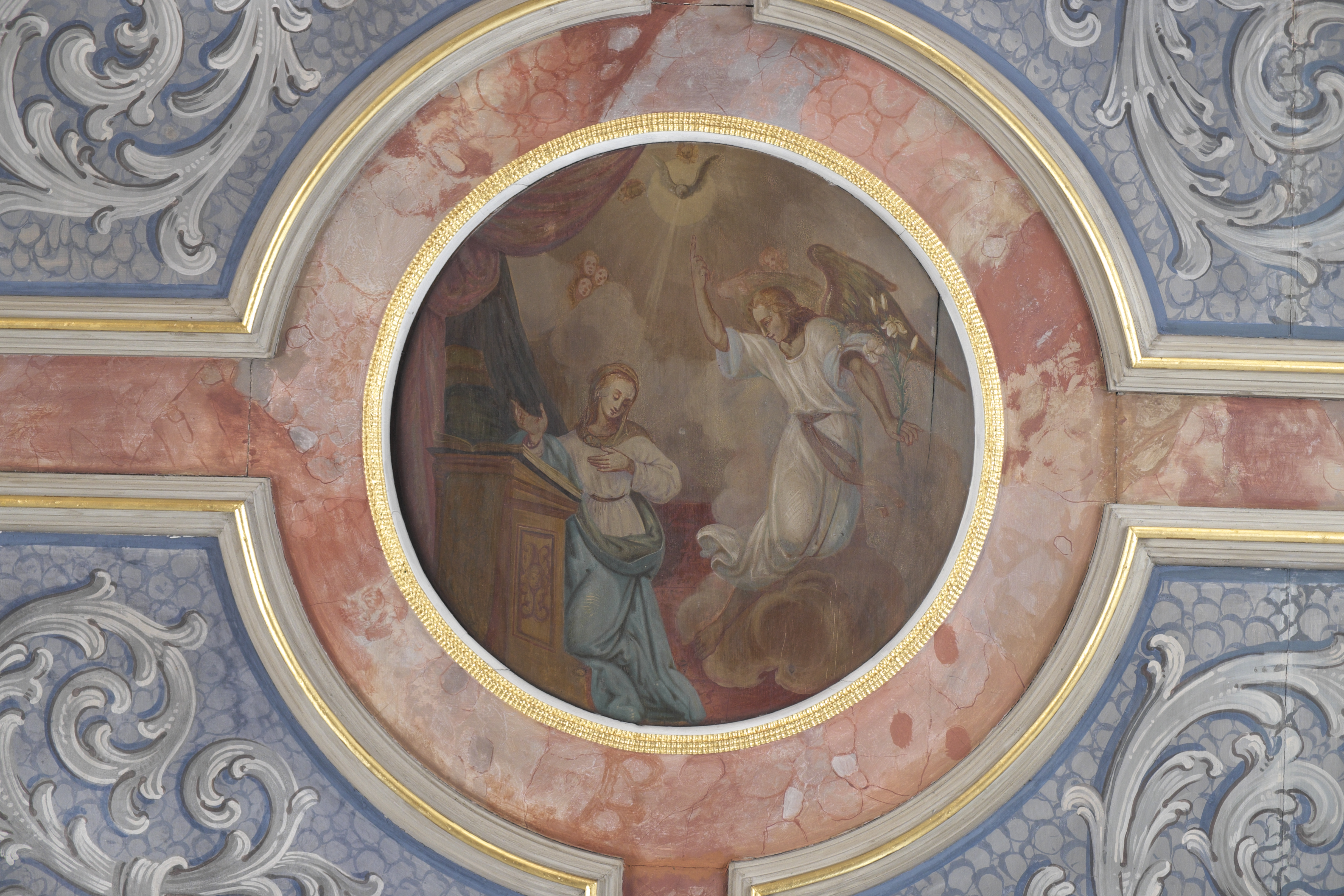
Verkündigung
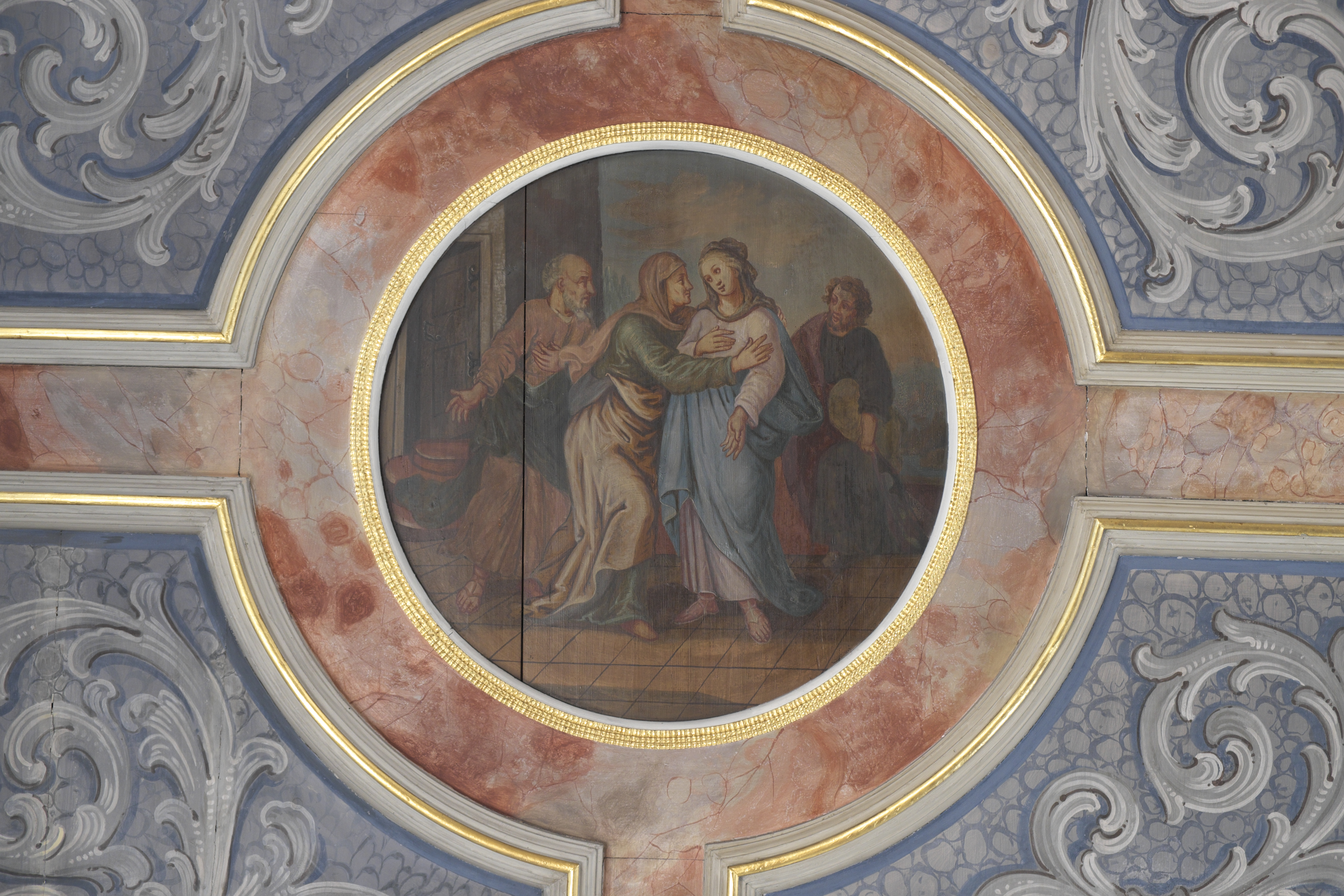
Heimsuchung Mariens

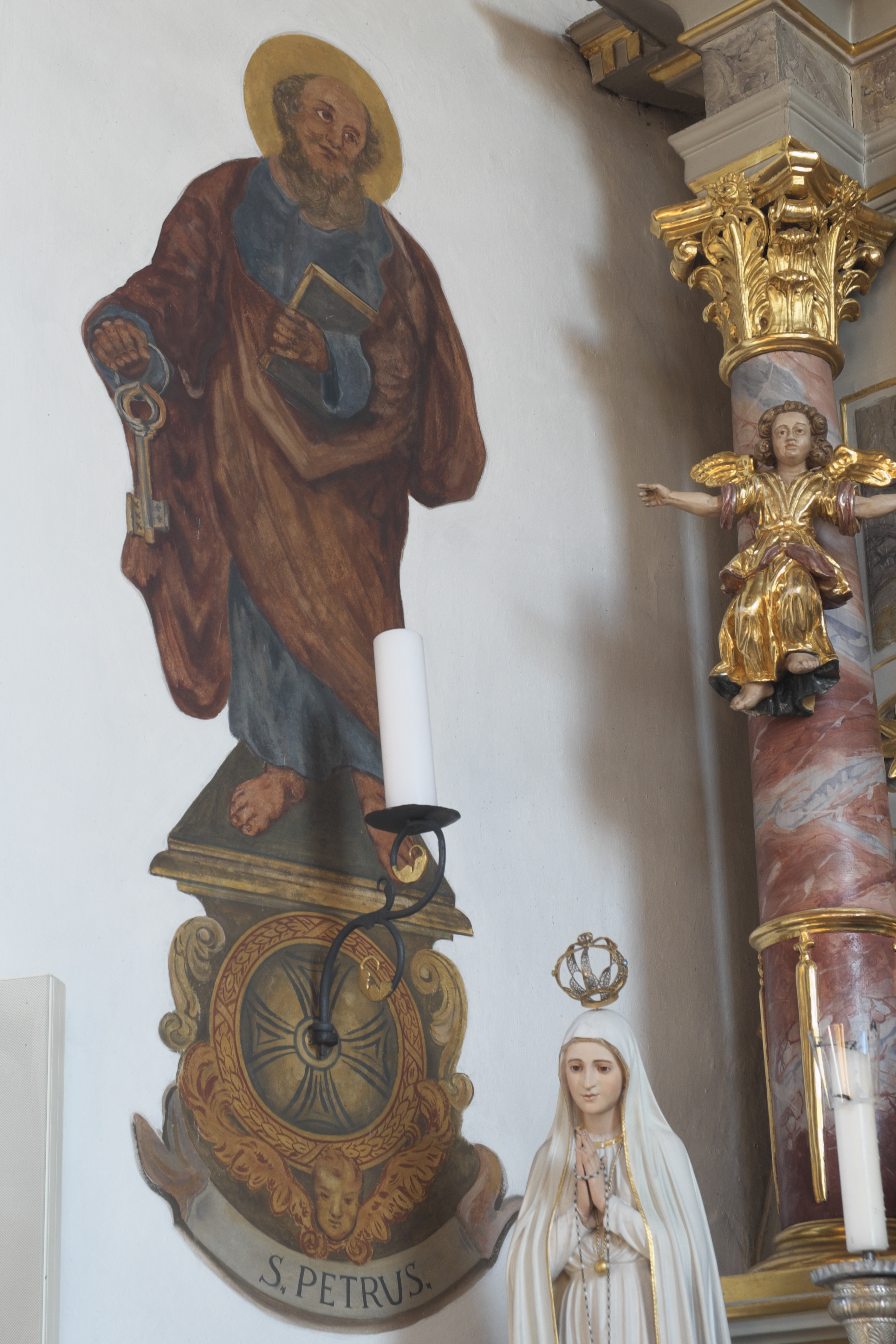
Apostel Petrus
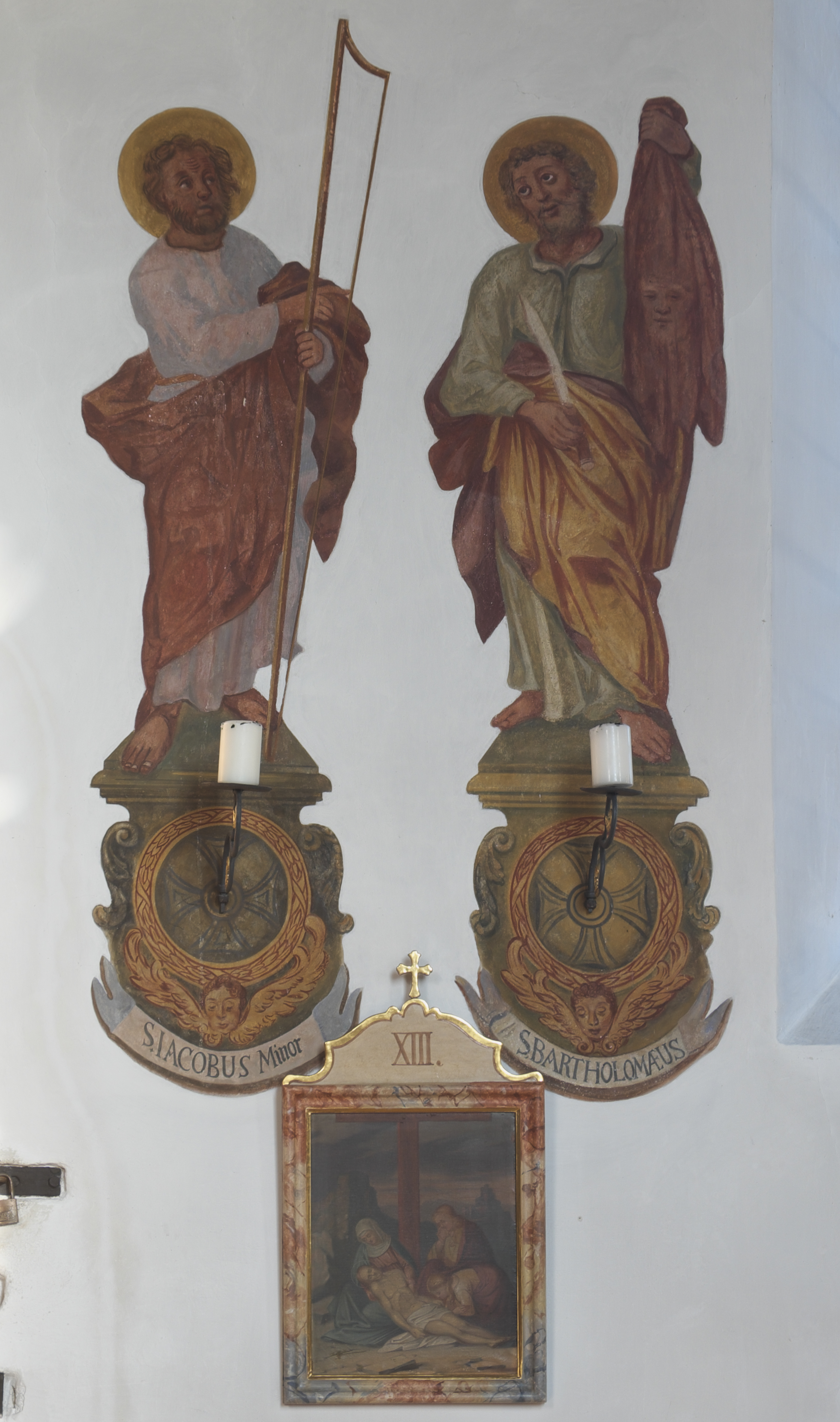
Apostel Jakobus der Jüngere und Bartholomäus
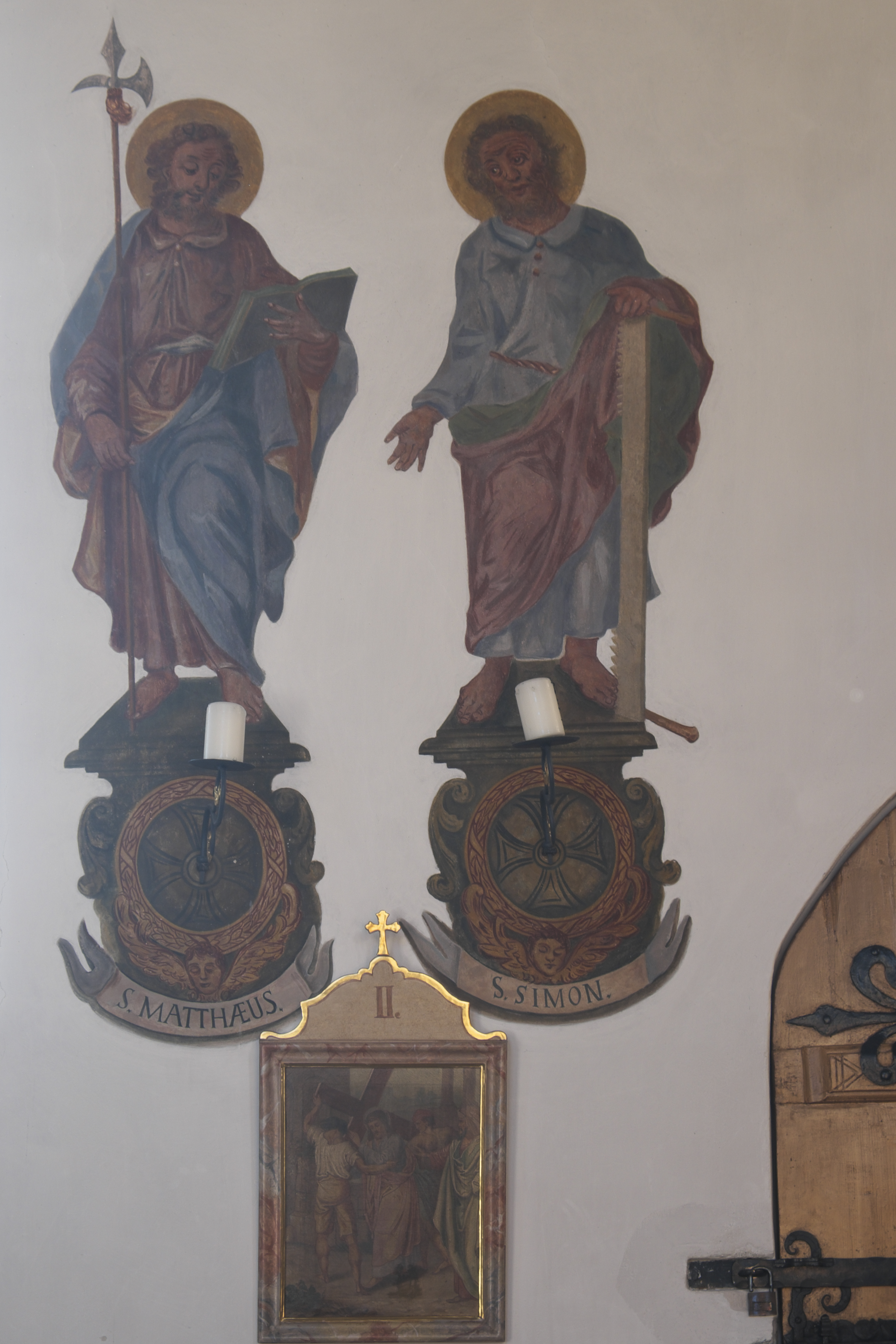
Apostel Matthäus und Simon

## Ausstattung

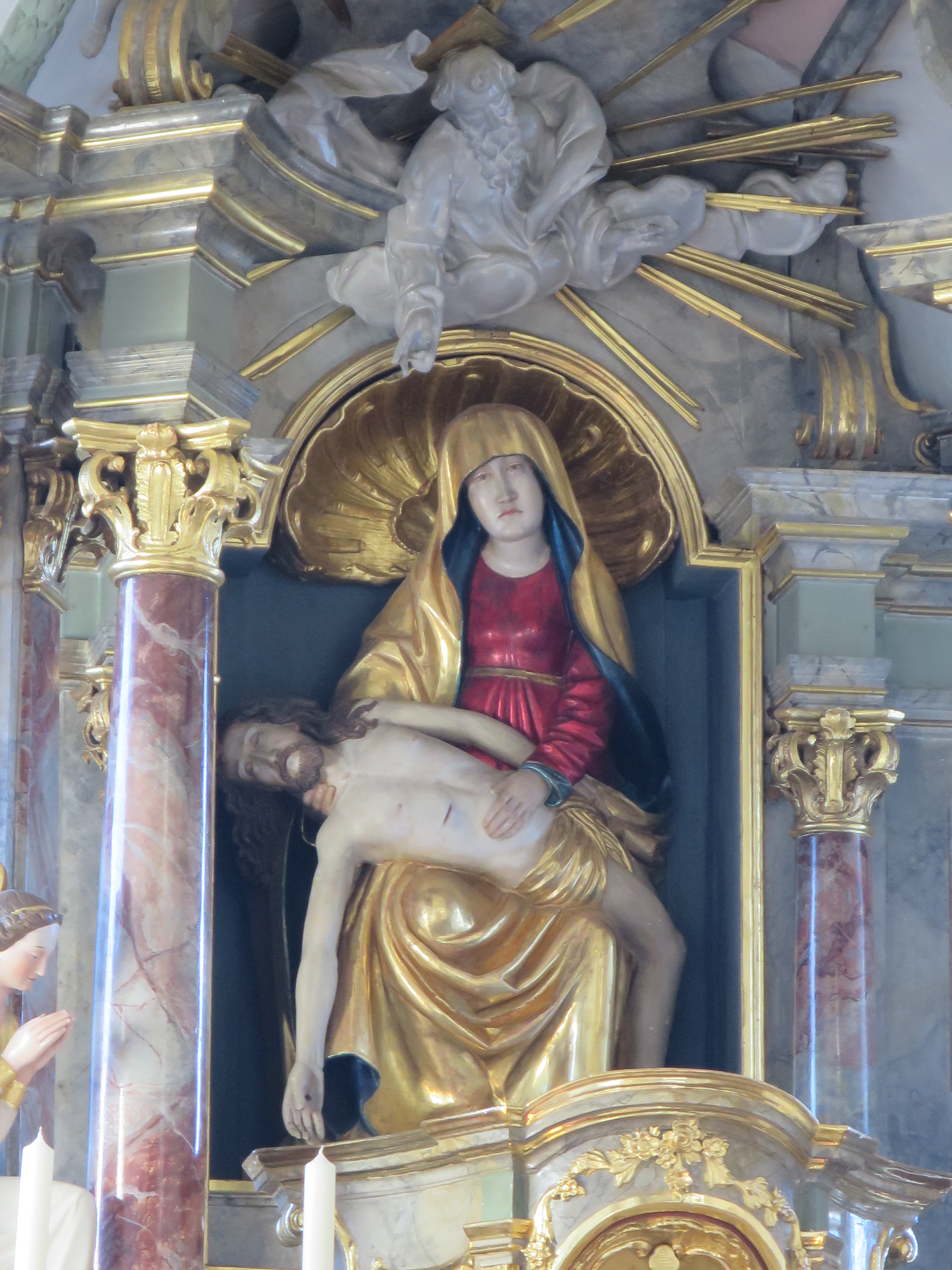
Pietà

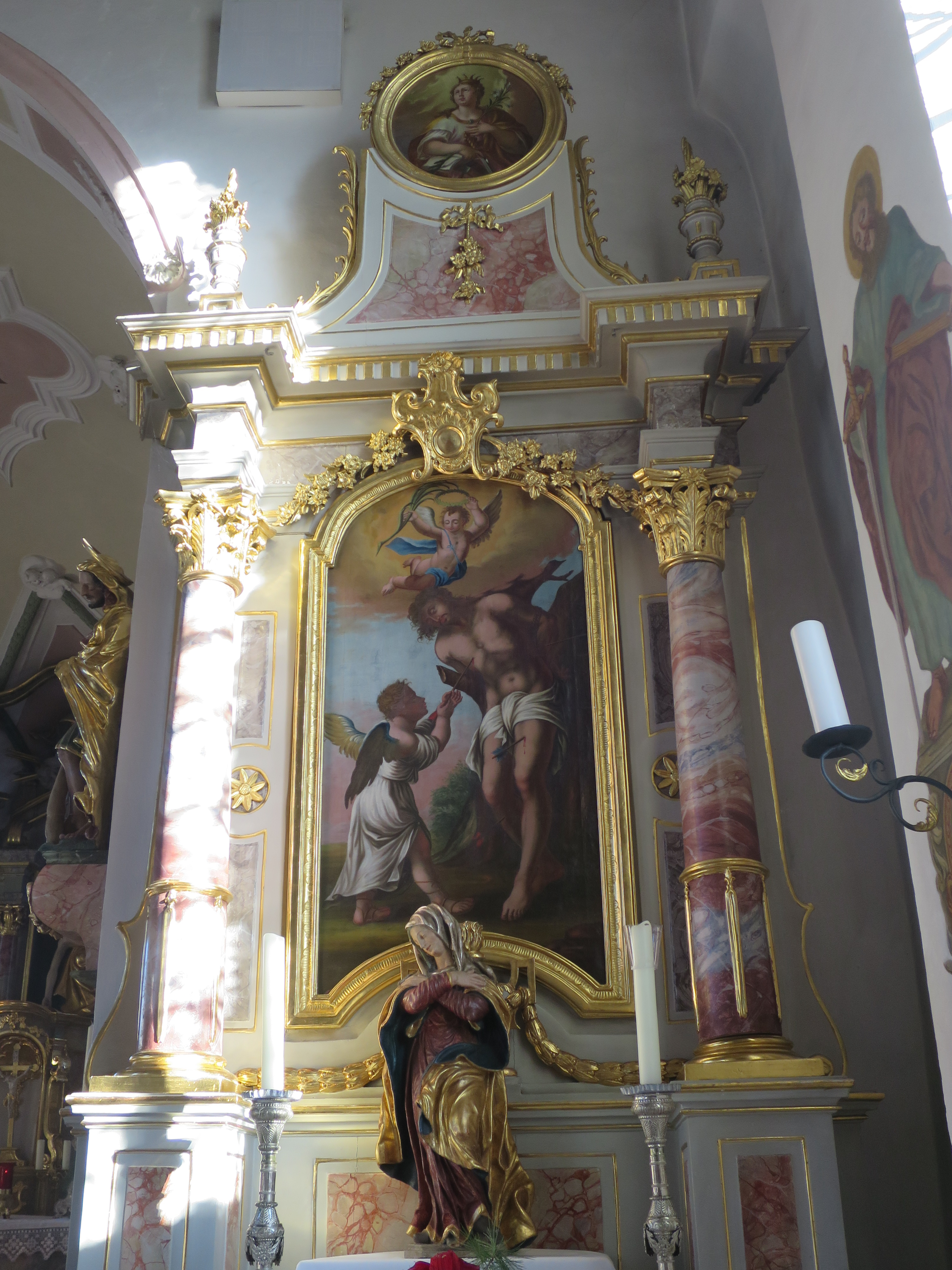
Rechter Seitenaltar

- Der bühnenartige Hochaltar im Stil des Spätrokoko mit seinen bereits frühklassizistischen Aufsatzvasen wurde um 1780/90 ausgeführt. In seiner Mittelnische steht das Vesperbild, eine gotische Pietà aus der Zeit um 1520/30. Die Pietà war 1876 verkauft worden und wurde 1913 zurückerworben. Hinter der marmorierten Holzverkleidung ist die gotische Altarmensa erhalten.
- Die beiden zweisäuligen Seitenaltäre wurden im ersten Viertel des 19. Jahrhunderts angefertigt und weisen bereits den Empirestil auf. Die Altarblätter stellen am linken Altar Maria mit ihren Eltern, der heiligen Anna und dem heiligen Joachim, und am rechten Altar den heiligen Sebastian dar. Auf den Auszugsbildern sind die heilige Barbara mit Hostienkelch und Turm im Hintergrund und die heilige Katharina mit Schwert und Rad zu erkennen.

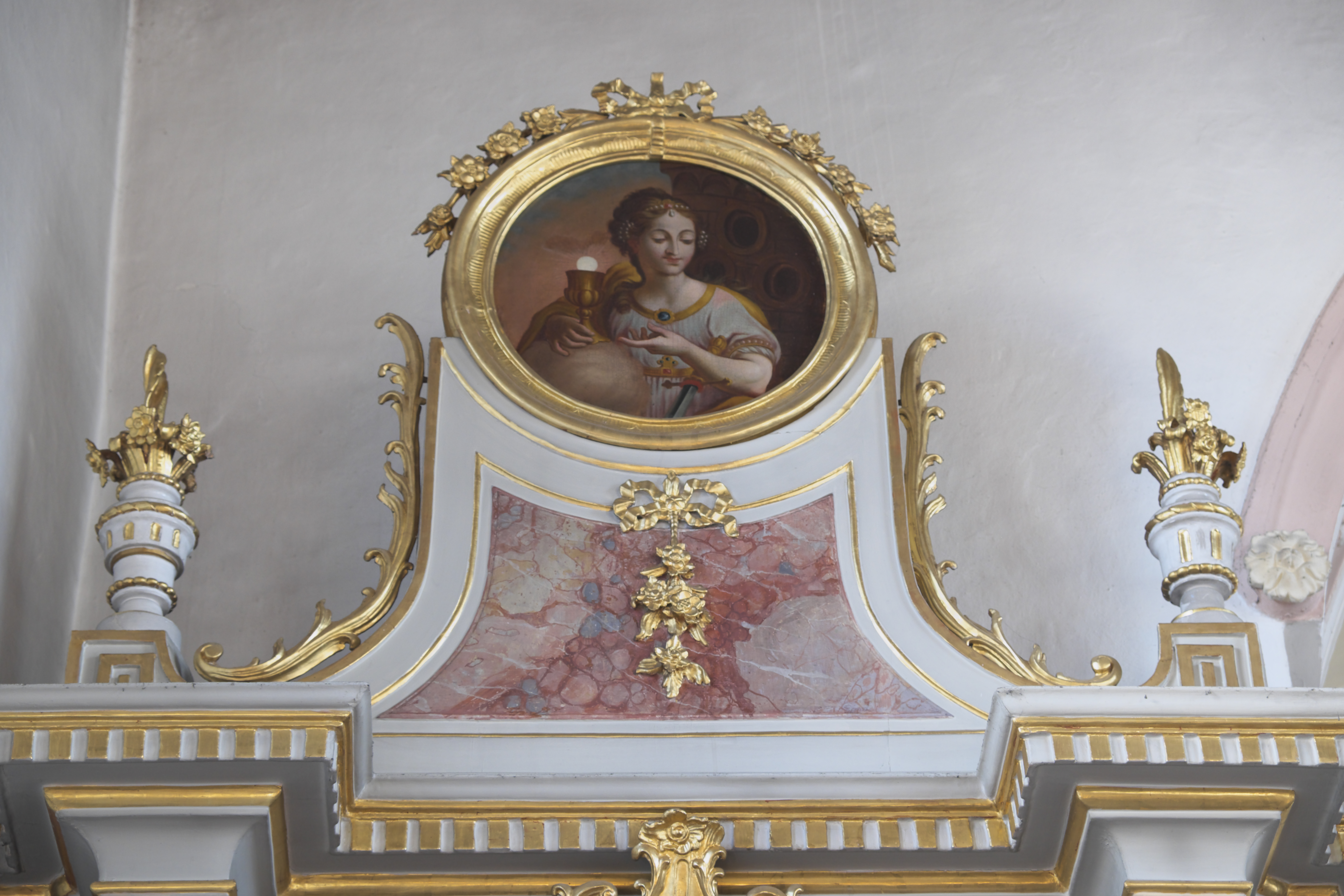
Heilige Barbara, Auszugsbild des linken Seitenaltars
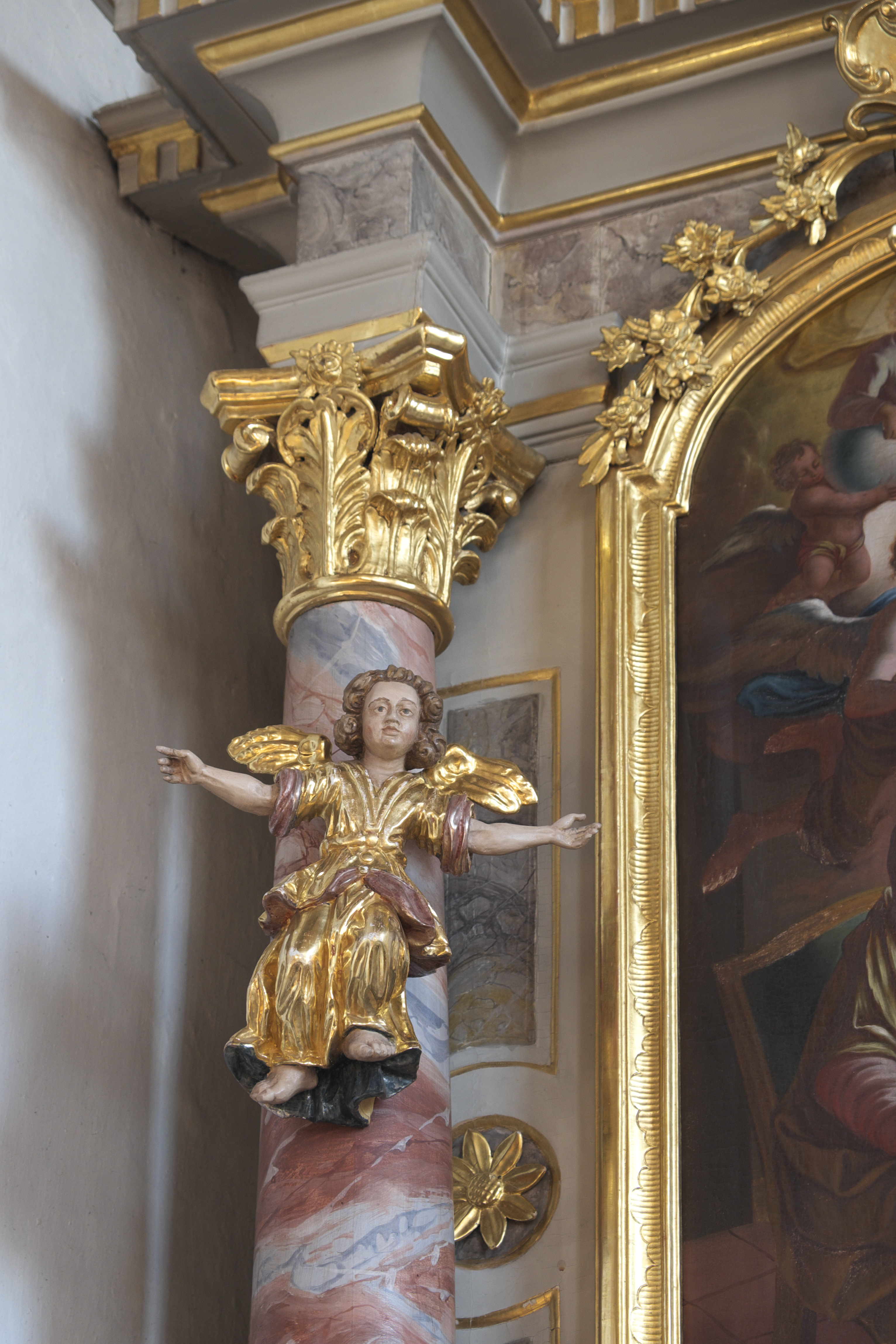
Engel am linken Seitenaltar
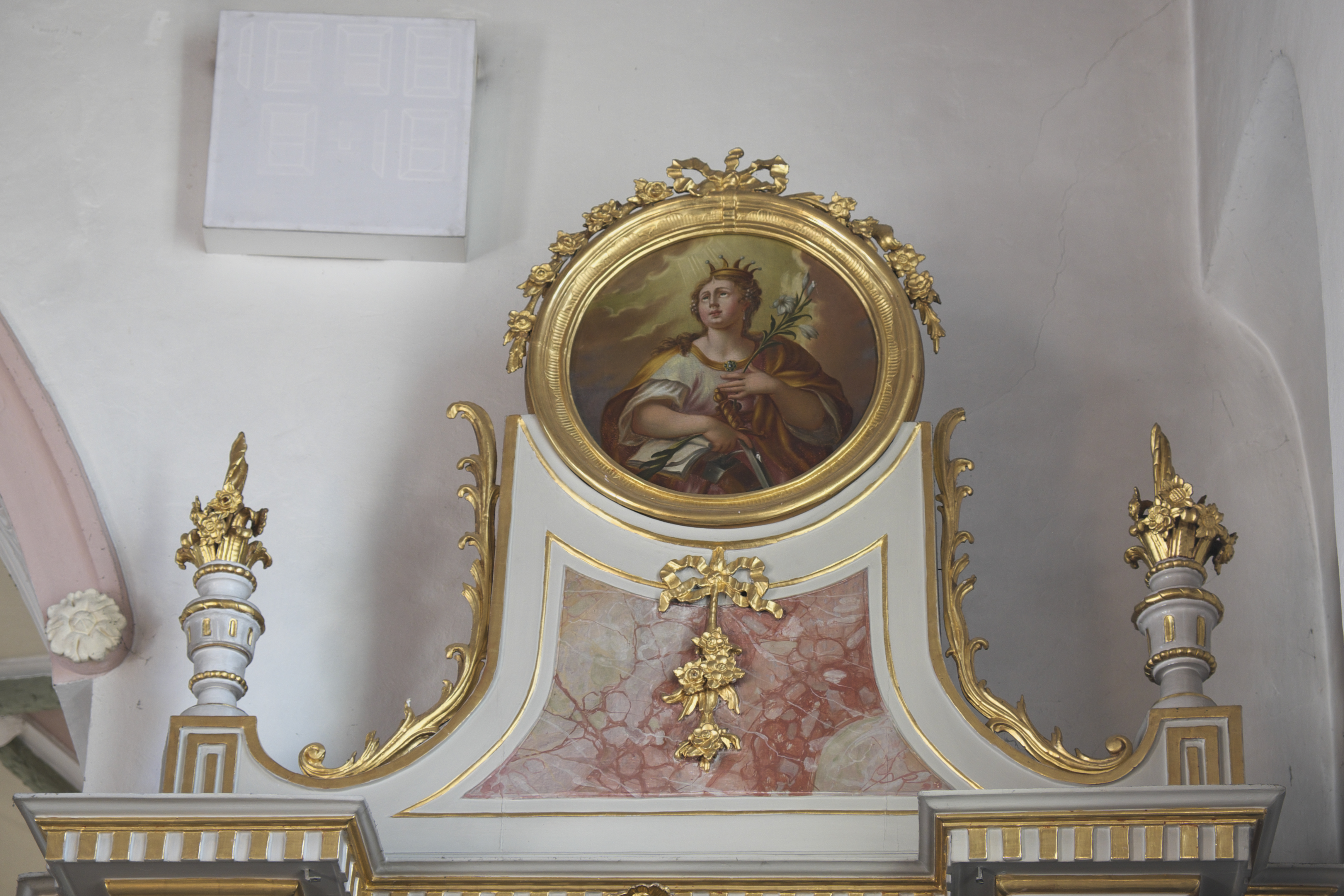
Heilige Katharina, Auszugsbild des rechten Seitenaltars

- Die spätbarocke Kanzel stammt aus der Zeit um 1730. Die farbig gefassten Figuren der vier Evangelisten am Kanzelkorb sind Arbeiten des in Landsberg am Lech ansässigen Bildschnitzers Johann Luidl (um 1686–1765). Auf dem Ölgemälde an der Kanzelrückwand ist der heilige Josef mit dem Jesuskind dargestellt.

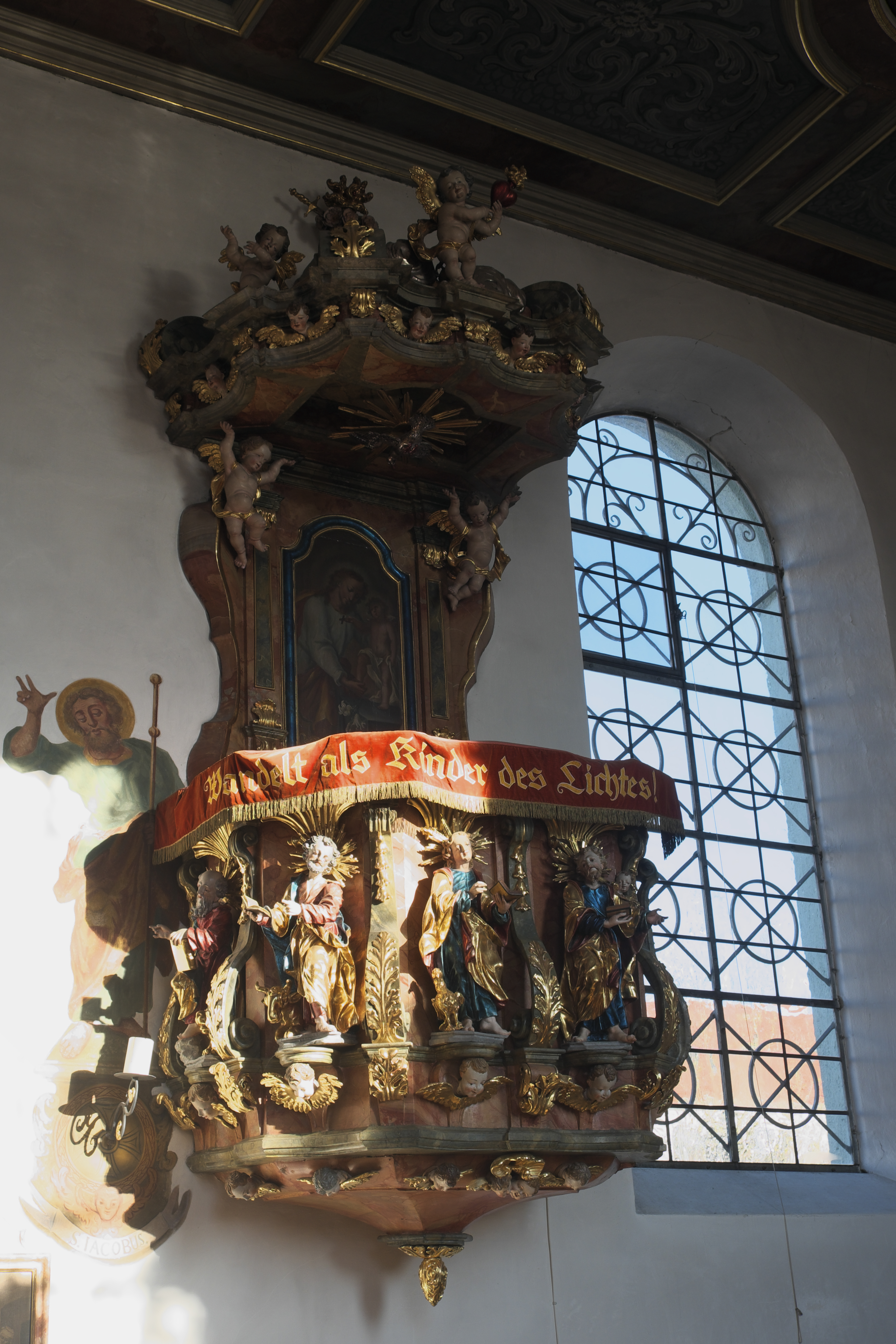
Kanzel
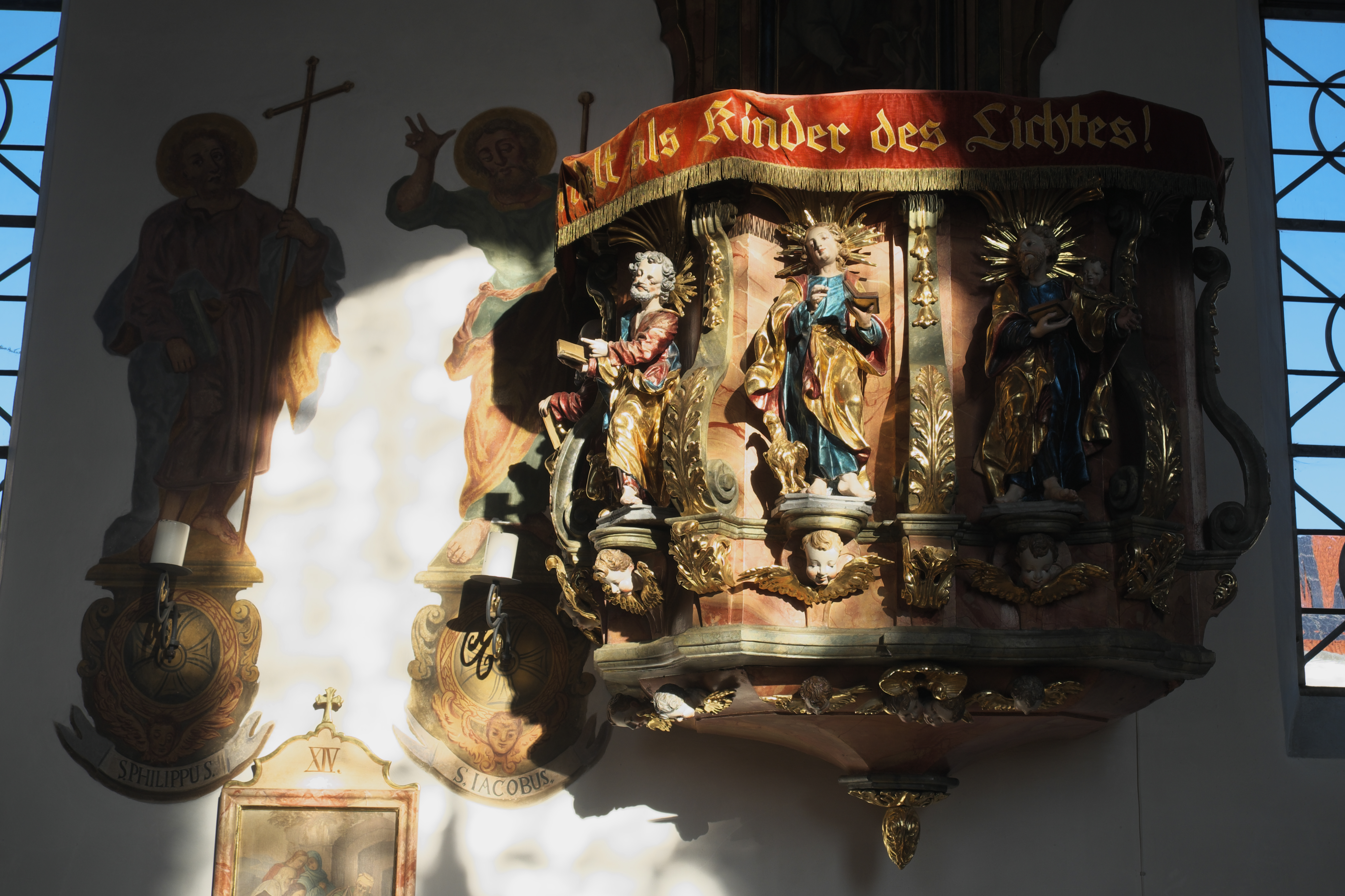
Evangelisten am Kanzelkorb
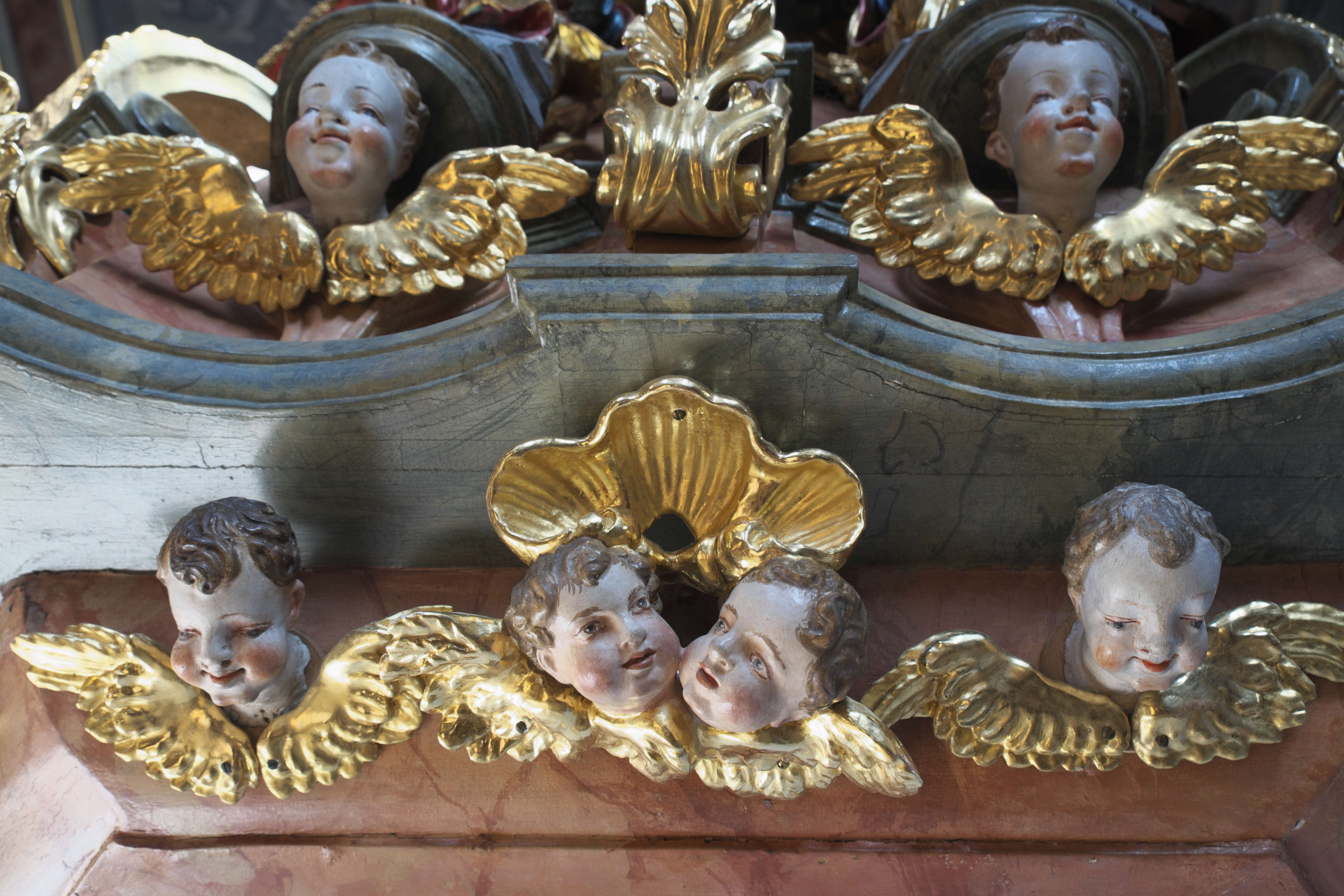
Engelsköpfe am Kanzelkorb

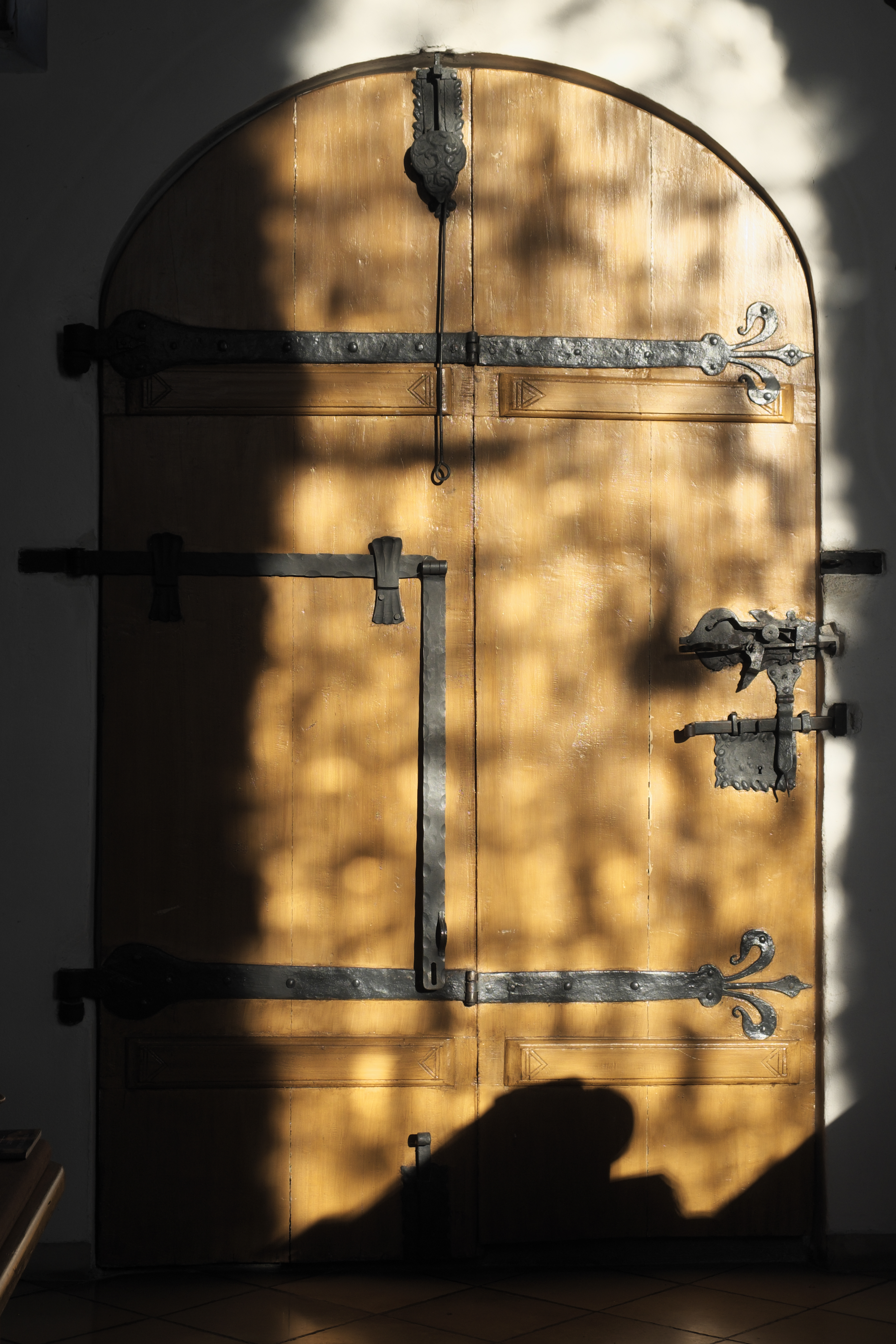
Kirchentür

- Weitere Schnitzfiguren von Johann Luidl aus der ersten Hälfte des 18. Jahrhunderts sind das Kruzifix mit der Schmerzhafen Muttergottes an der südlichen Langhauswand und der heilige Joachim (links) und der Apostel Thaddäus (rechts) am Chorbogen.
- Aus der Zeit des Barock stammen die Wangen der Kirchenbänke und die Kirchentüren mit ihren ornamentierten Kastenschlössern.
- Die Kreuzwegbilder im Nazarenerstil wurden in der Mitte des 19. Jahrhunderts ausgeführt.

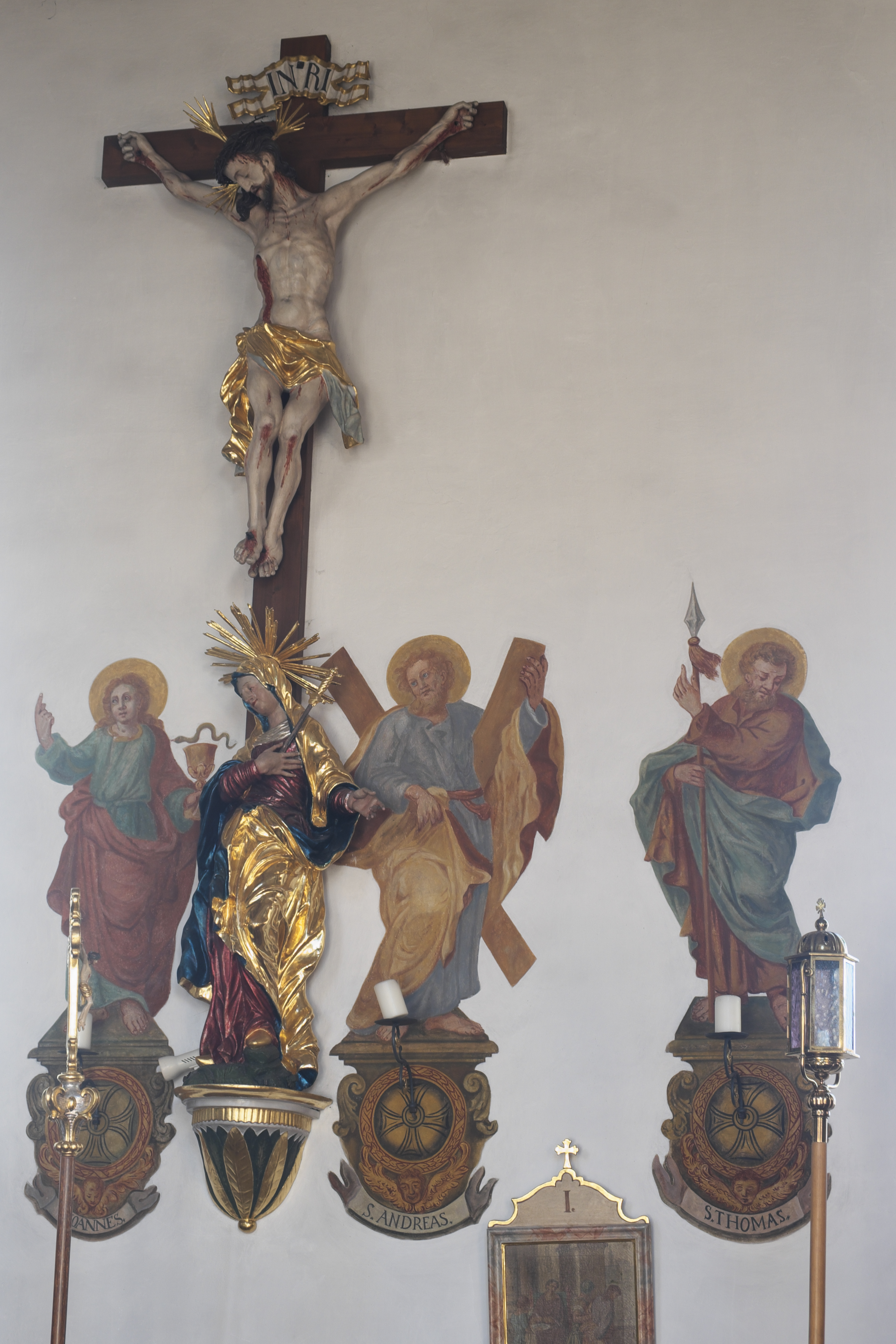
Kruzifix und Mater dolorosa, gemalte Apostelfiguren
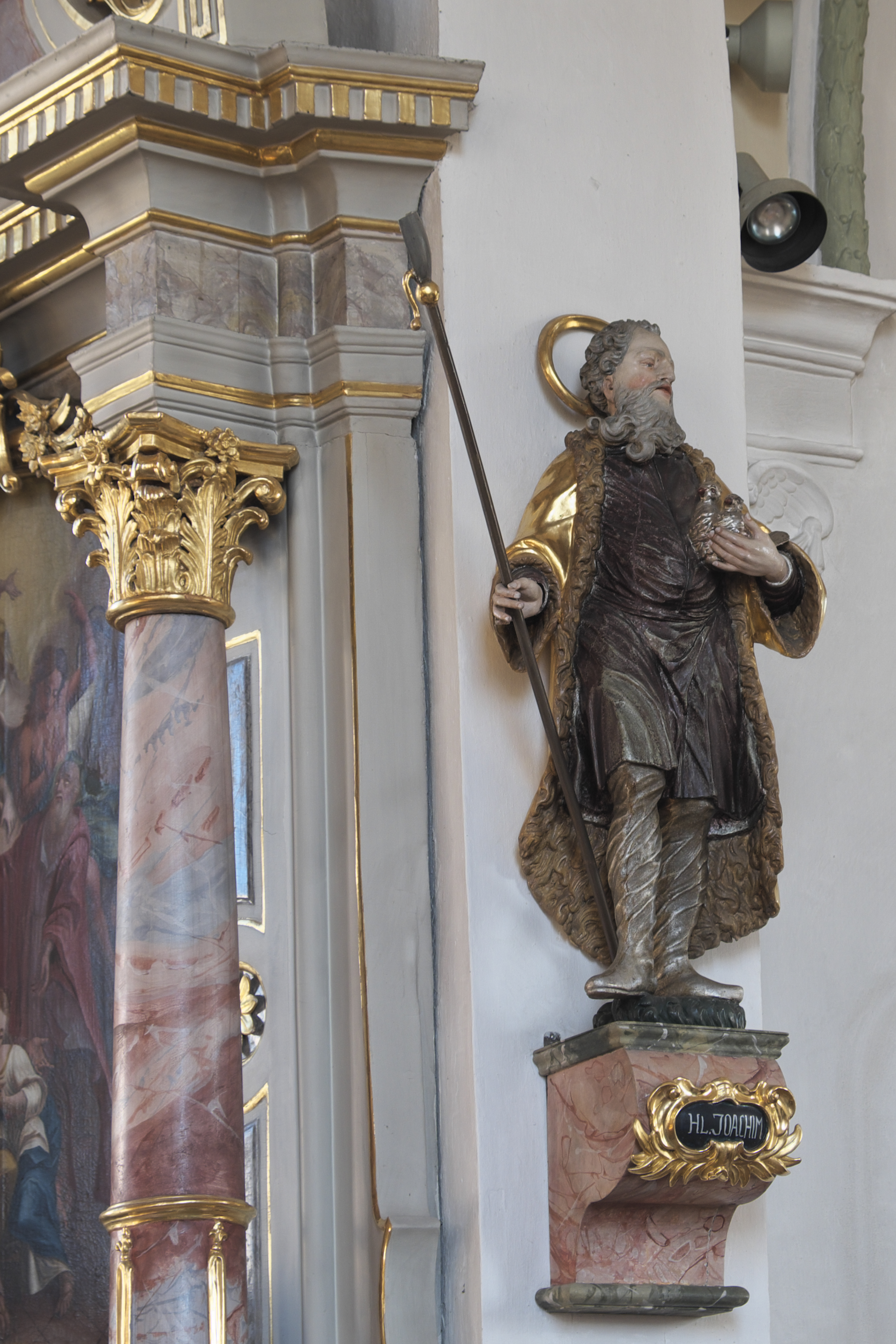
Heiliger Joachim am Chorbogen
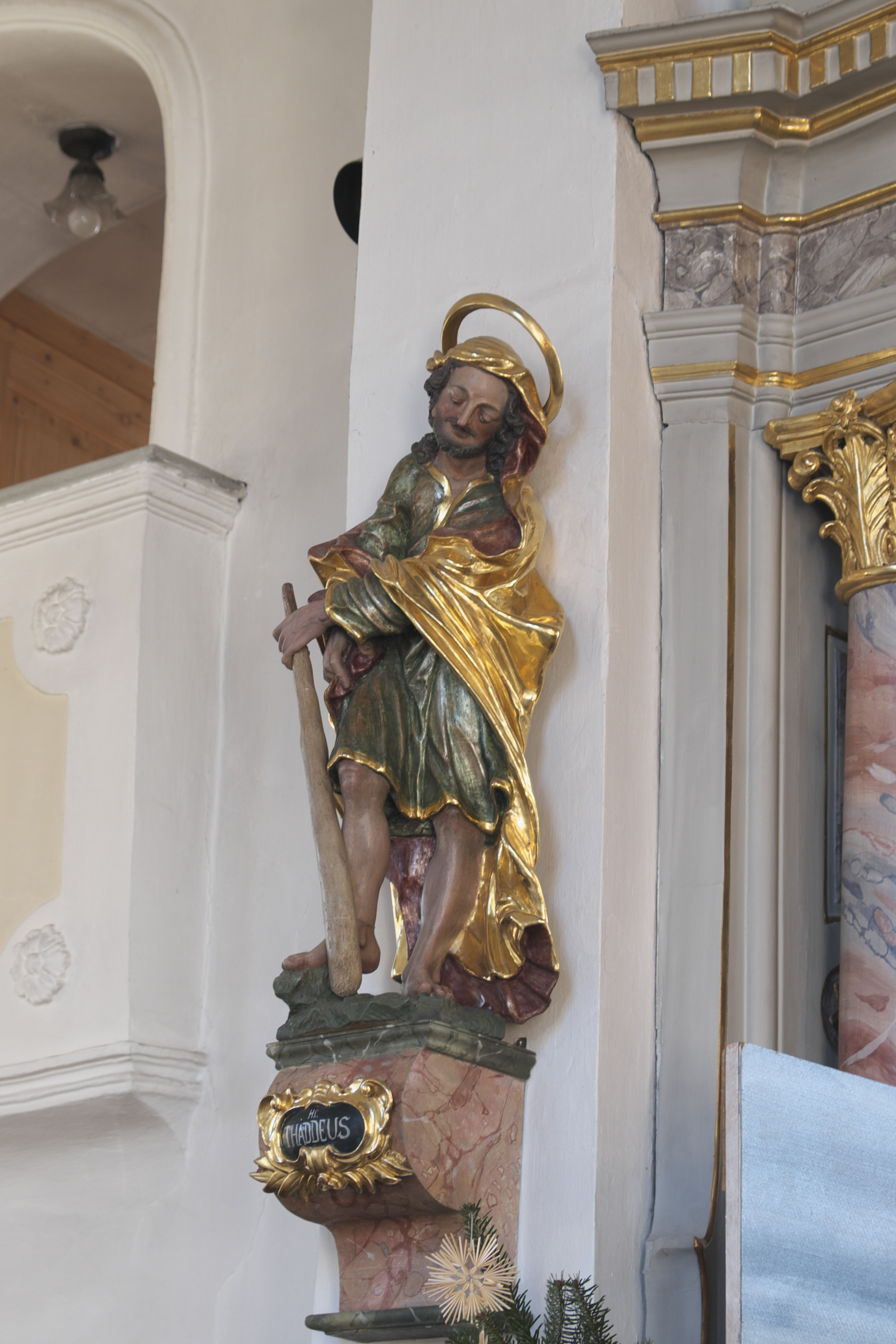
Apostel Thaddäus am Chorbogen

## Orgel
Die Orgel wurde 1867 von dem Orgelbauer Georg Beer aus Erling erbaut.
Die Disposition der rein mechanischen Schleifladen-Orgel lautet:
| I. Manual C–c3 |            |       |
| 1.             | Gedeckt    | 8′    |
| 2.             | Gamba      | 8′    |
| 3.             | Holzflöte  | 8′    |
| 4.             | Principal  | 4′    |
| 5.             | Flöte      | 4′    |
| 6.             | Octav      | 2′    |
| 7.             | Mixtur III | 1 ⁄3′ |

| Pedalwerk C–f0 |         |     |  |
| 8.             | Subbass | 16′ |  |

- Koppeln: Pedal fest angekoppelt